# Saint Jérôme, sainte Barbe et saint Antoine abbé

Saint Jérôme, sainte Barbe et saint Antoine abbé (en italien : Santi Girolamo, Barbara e Antonio Abate) est une fresque  de Domenico Ghirlandaio. 
Exécutées au début des années 1470, les portraits recouvrent l'absidiole qui clôt le collatéral droit de la Pieve Sant’Andrea, à Cercina, un hameau de Sesto Fiorentino, dans la province de Florence.

## La Pieve
La Pieve romane Sant’Andrea, dont la construction est antérieure au XIe siècle, est appelée San Gerusalemme di Cersino jusqu'au milieu de ce même siècle où elle est ensuite dédiée à saint André.
Depuis le XIIIe siècle, une statue miraculeuse de la Vierge était l'objet d'une vénération de la part de plusieurs confréries laïques et l'une d'elles, florentine, la portait chaque année en procession. L'évêque Antonin, le pape Léon X et des membres de la famille Médicis y ont participé à plusieurs reprises.
Domenico Ghirlandaio, artiste encore peu connu à l'époque, est cependant choisi pour la décoration de l'absidiole en raison, probablement, de son origine régionale et de l'honorabilité dont jouit sa famille. En outre, selon le cadastre de 1469 de son grand-père, la famille possédait une propriété sur le territoire de la paroisse de Cercina, avec une ferme apportée en dot par la femme d'Antonio, l'un de ses fils.
En 1660, lors des travaux d'agrandissement de la chapelle majeure, les absidioles sont fermées et les fresques murées. Remises au jour en 1923, Guido Carocci en fait cependant une description en 1906, mais en les datant du XIVe siècle, après les avoir observées à travers une ouverture du murage.

## Attribution et datation
Après leur remise au jour, les fresques sont attribuées à Domenico Ghirlandaio par E. Berti, et l'adhésion à cette paternité n'a que très rarement été contestée par les spécialistes.
Par contre, si les historiens les considèrent généralement comme des œuvres du début de la carrière du peintre, leur datation ne fait pas l'unanimité. 1475-1480, la fourchette de dates préconisée par E. Berti est reprise par Raimond Van Marle. Le tout début des années 1470 est par ailleurs retenu par Marco Chiarini, Alessandro Angelini, Emma Micheletti et Ronald G. Kecks. 

## Description
L'absidiole semi-circulaire de la Pieve est voûtée en cul de four. Domenico Ghirlandaio délimite l'espace médian par quatre pilastres à chapiteaux corinthiens en trompe-l'œil entre lesquels il insère trois niches, la centrale voûtée en anse-de-panier, les deux latérales voûtées en coquille. L'entablement est surmonté d'une frise de feuilles d'acanthe, d'une corniche puis du dôme, aujourd'hui de couleur orangée mais, à l'origine, probablement bleu et orné d'étoiles dorées, dont la colombe du Saint Esprit occupe le sommet. La partie inférieure est ornée de trois panneaux colorés, imitant le marbre, placés au-dessous des niches. 
Les niches reçoivent, de gauche à droite :
- Saint Jérôme, représenté sous les traits du pénitent, il tient dans sa main droite la pierre avec laquelle il se frappe la poitrine.
- Sainte Barbe, triomphante, tient dans ses mains une maquette de la tour, dans laquelle elle a été emprisonnée, percée de trois fenêtres, symbole de sa foi en la Trinité. Ses pieds sont posés sur le corps armuré de Dioscore, son bourreau de père, mort foudroyé après l'avoir décapitée quand il apprend sa conversion au christianisme.
- Saint Antoine abbé, représenté en habit de moine, tient, dans sa main droite sa traditionnelle canne en forme de « T », et dans celle de gauche, un livre de prières. Son regard est dirigé vers le corps de Dioscore.

## Analyse

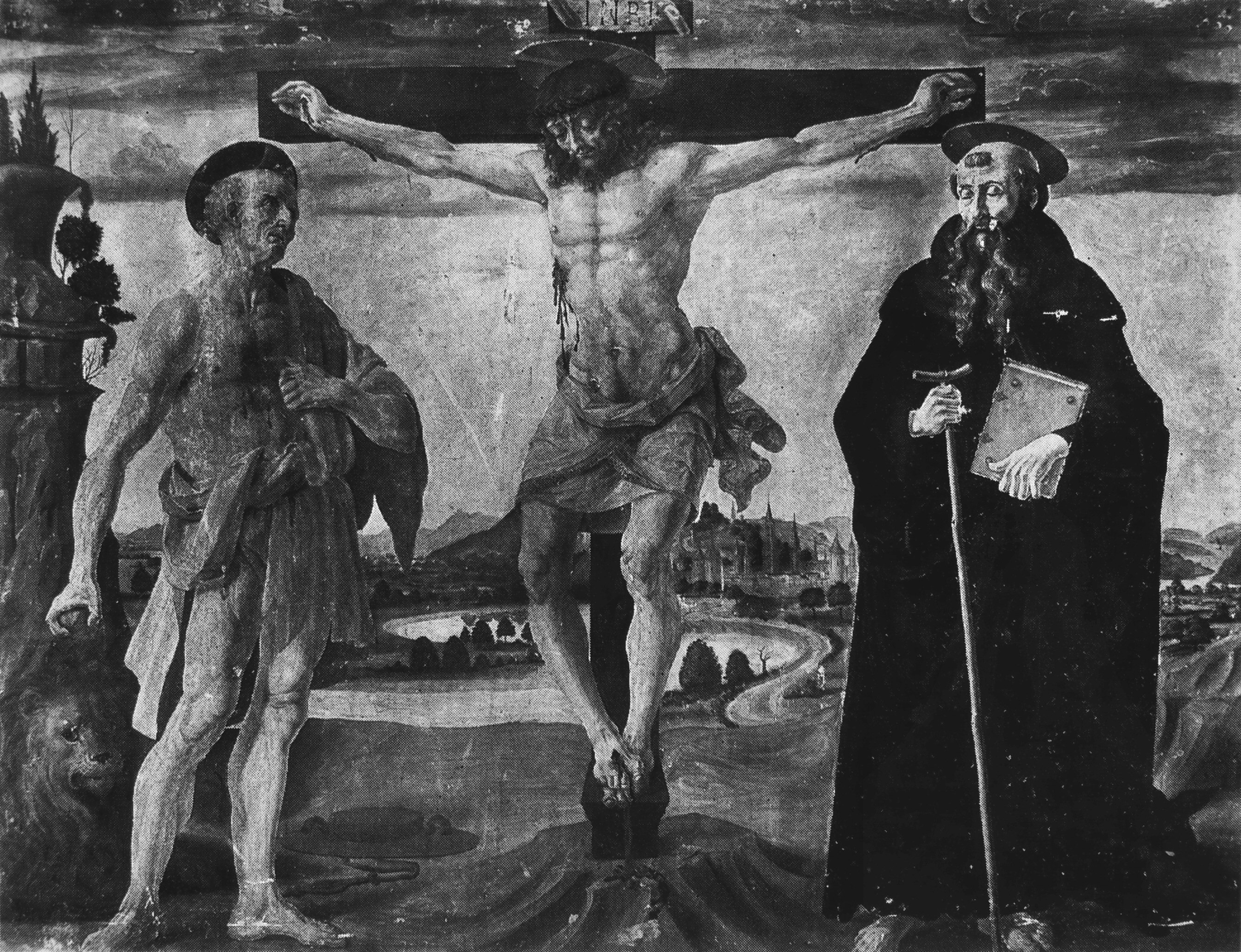
Crucifixion avec saint Jérôme et saint Antoine abbé, attribué à l'atelier de Andrea del Verrocchio. Tableau volé le 21 juillet 1970.

Un efficace système décoratif en trompe-l'œil, tout en contribuant à créer un rendu architectural unitaire et harmonieux, isole et met en valeur chacun des trois personnages. Caractérisée par une perspective accentuée, la niche centrale est ainsi rendue plus profonde que les deux autres. 
Domenico Ghirlandaio, pour ces œuvres assurément de jeunesse, se réfère, pour leur style, à d'autres artistes. M. Marangoni et Claudio Gamba ont souligné l'étroite ressemblance de Jérôme et Antoine abbé avec ces mêmes saints représentés sur le tableau Crucifixion avec saint Jérôme et saint Antoine abbé, attribué à l'atelier de Andrea del Verrocchio, volé le 21 juillet 1970, aujourd'hui perdu et autrefois conservé dans l'église Santa Maria à Argiano, près de San Casciano in Val di Pesa. La gestuelle, les habits et accessoires sont quasi identiques et les modifications apportées par Ghirlandaio sont mineures ; une barbe a été ajoutée à saint Jérôme, saint Antoine abbé incline la tête et sa façon de tenir le pommeau de la canne est différente.

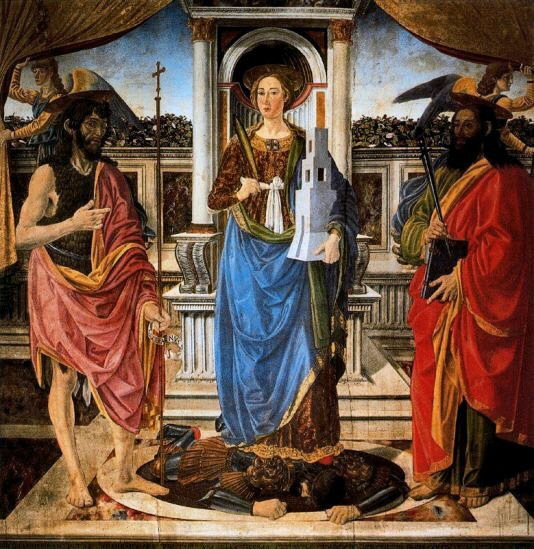
Sainte Barbe entre saint Jean-Baptiste et saint Matthieu, de Cosimo Rosselli, Galleria dell'Accademia de Florence.

Pour sainte Barbe, Carlo Ludovico Ragghianti met en évidence la référence directe au retable de Cosimo Rosselli, Sainte Barbe entre saint Jean-Baptiste et saint Matthieu, peint entre 1468 et 1469 pour la chapelle de la confrérie de sainte Barbe, dans la Basilica della Santissima Annunziata de Florence, actuellement conservé à la Galleria dell'Accademia de la capitale toscane. À nouveau, les différences sont infimes, l'attitude de la sainte est plus dynamique et le torse de Dioscore moins écrasé par la perspective chez Domenico.
La ligne de contour subtile et fluide des trois saints, le mode d'éclairage, ainsi que le coloris vif et harmonieux font penser à Domenico Veneziano. Par ailleurs, les figures légèrement allongées trahissent l'influence de son maître, Alesso Baldovinetti.

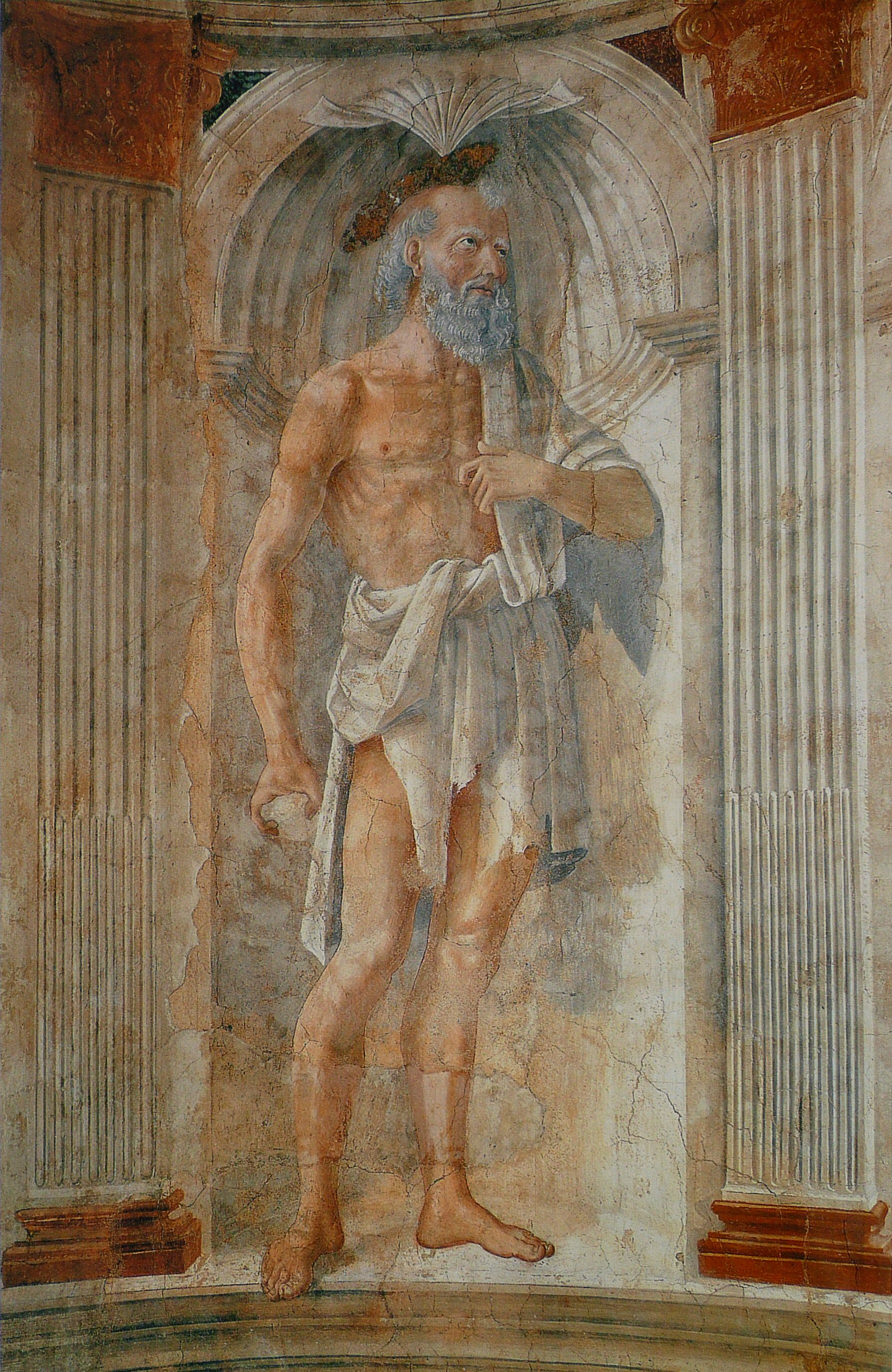
Saint Jérôme.
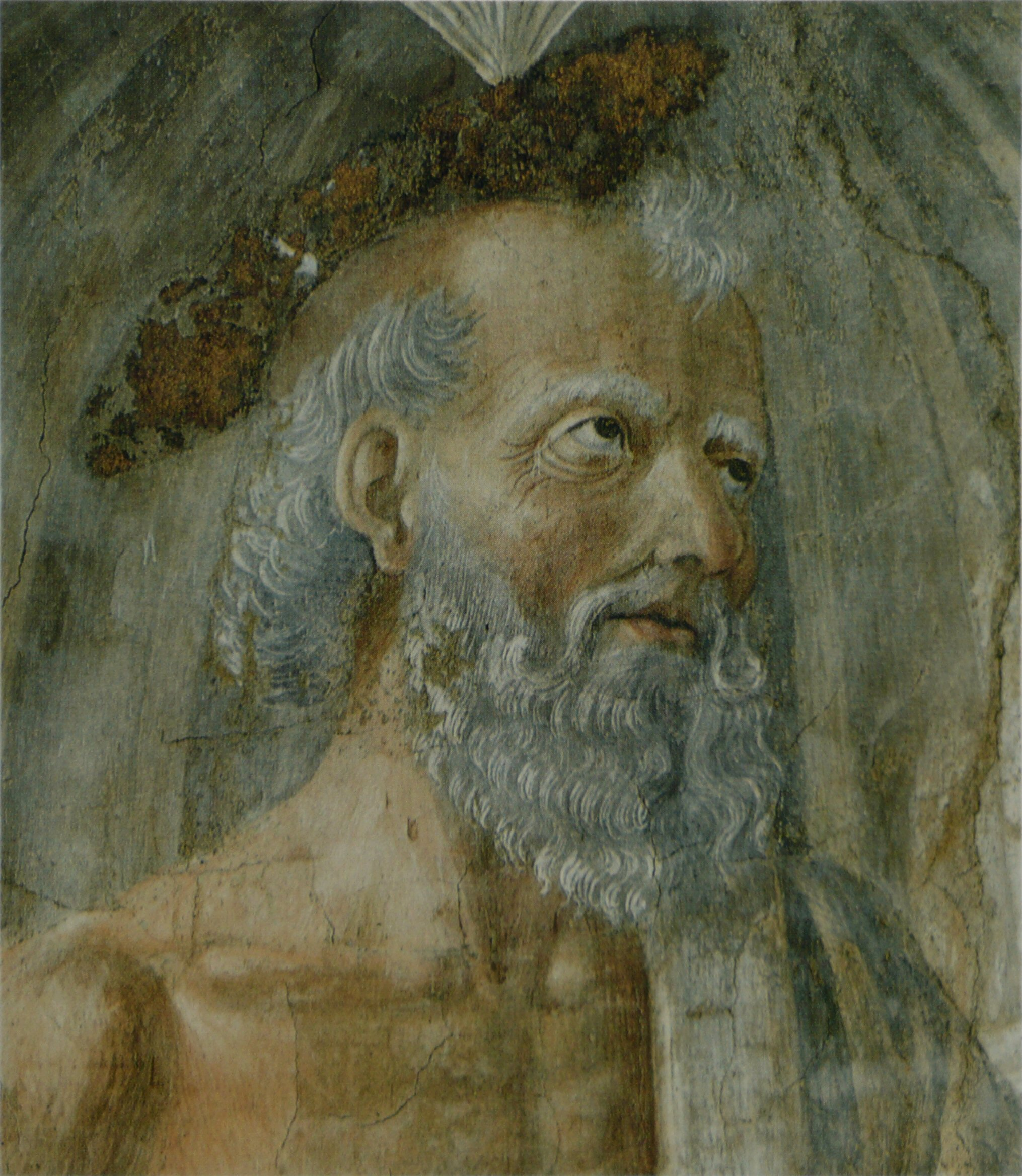
Détail de saint Jérôme.
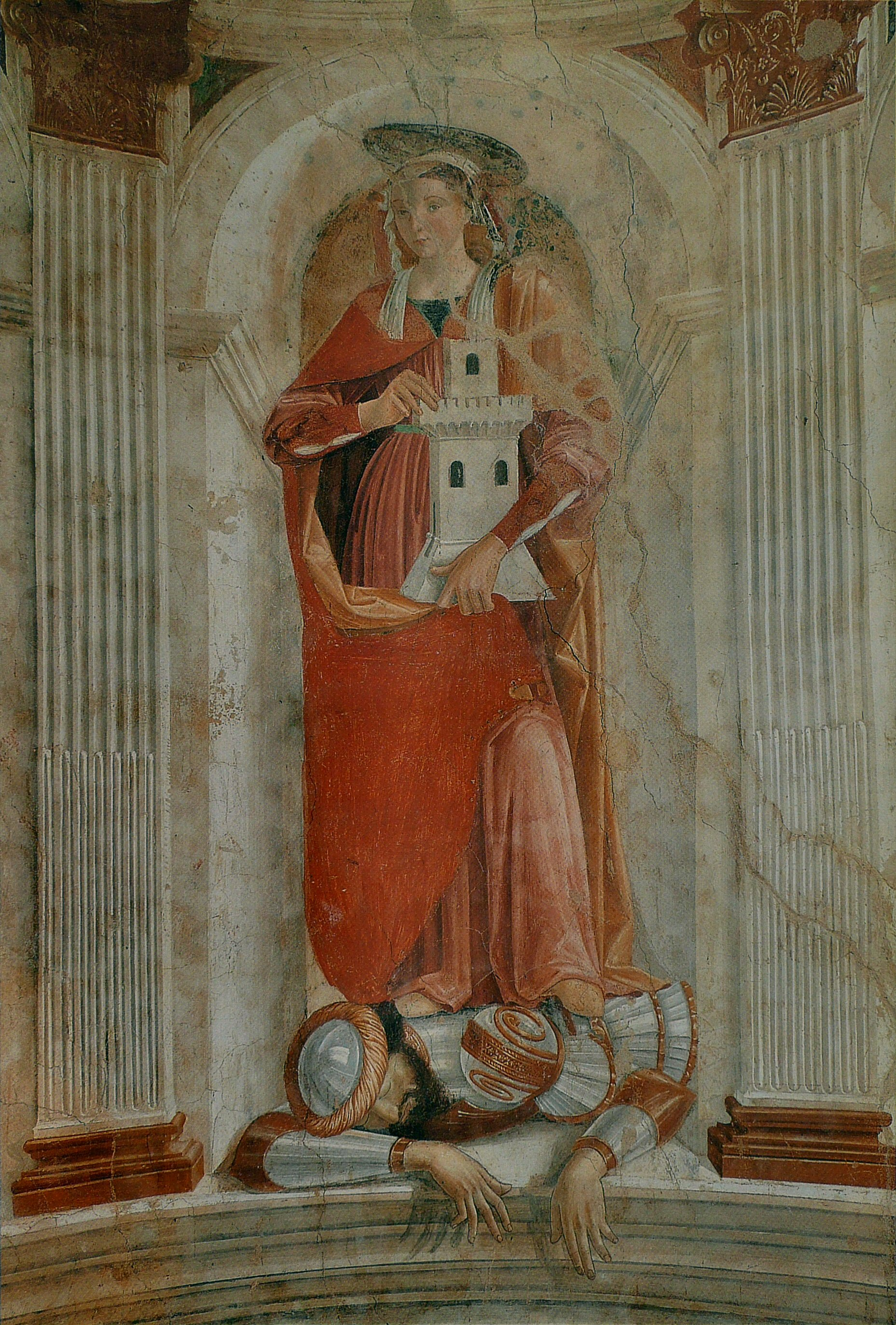
Sainte Barbe.
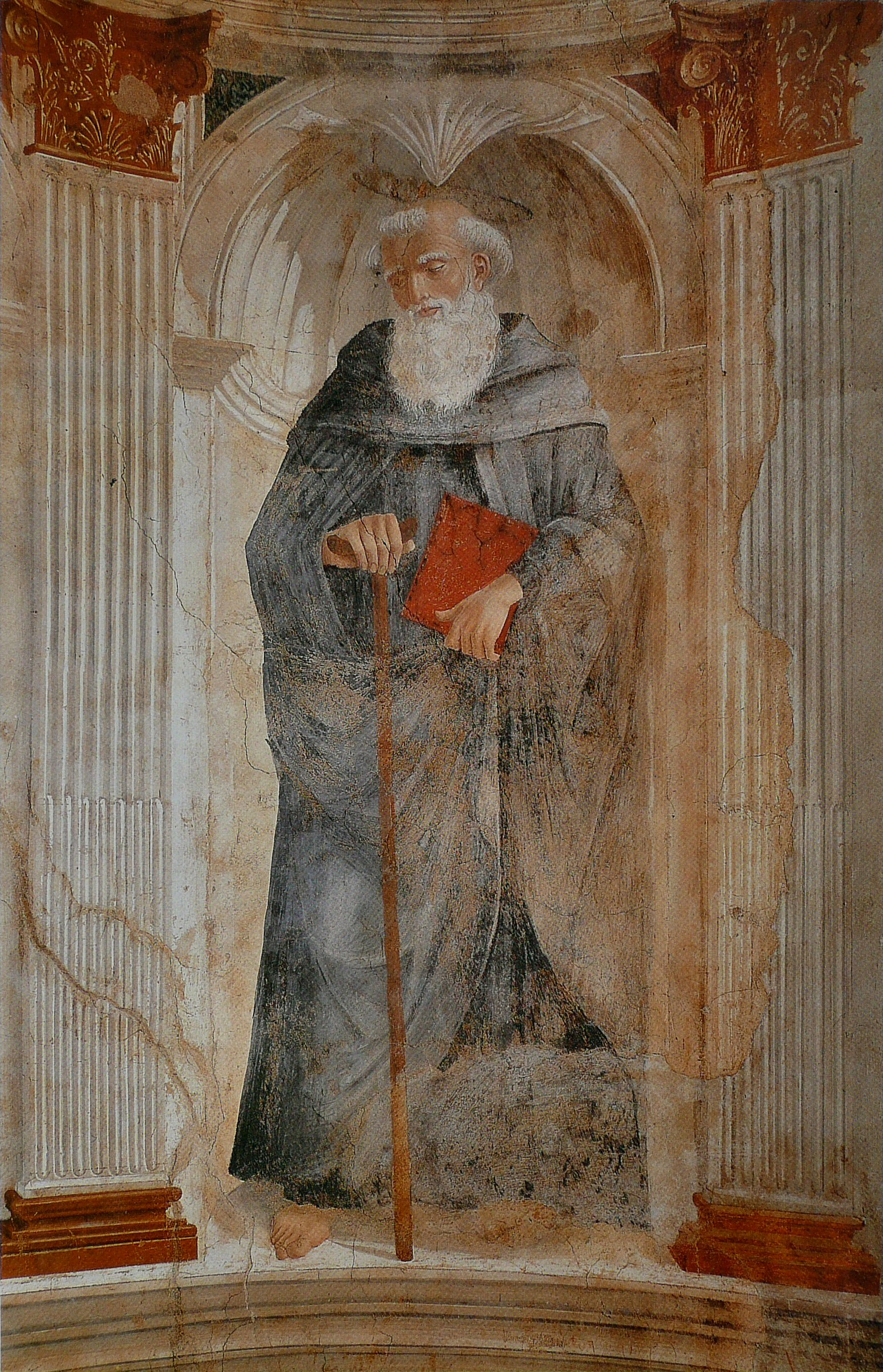
Saint Antoine abbé.

## Sources bibliographiques
- Ronald G. Kechs, Domenico Ghirlandaio : l'œuvre peint, traduit de l'italien par Denis-Armand Canal, Paris : Éditions du Félin, Collection L'Europe des peintres, 1996, 164 p.  (ISBN 2-86645-224-0)
- Jean K. Cadogan, Domenico Ghirlandaio : artiste et artisan, traduit de l'anglais par Lise-Éliane Pomier, Paris : Flammarion, 2002, 425 p.  (ISBN 2-08010-849-2)